# Mary Saxer
Mary Saxer (née le 21 juin 1987 à Buffalo) est une athlète américaine, spécialiste du saut à la perche.

## Biographie
Elle devient mère de son premier enfant, Zeke, le 20 novembre 2018.

## Palmarès
| Date | Compétition                        | Lieu                               | Résultat | Marque  |
| ---- | ---------------------------------- | ---------------------------------- | -------- | ------- |
| 2012 | Championnats du monde en salle     | Istanbul                           | 14e      | 4,30 m  |
| 2014 | Championnats du monde en salle     | Sopot                              | 8e       | 4,55 m  |
| 2017 | Circuit mondial en salle de l'IAAF | Circuit mondial en salle de l'IAAF | 3e       | détails |

## Records
| Épreuve          | Épreuve   | Performance | Lieu             | Date                            |
| ---------------- | --------- | ----------- | ---------------- | ------------------------------- |
| Saut à la perche | Plein air | 4,70 m      | Chula Vista      | 6 juin 2013                     |
| Saut à la perche | Salle     | 4,71 m      | Albuquerque Reno | 23 février 2014 15 janvier 2016 |